# Nieuwe Albrandswaardse Partij
De Nieuwe Albrandswaardse Partij (NAP) is een lokale politieke partij in de Zuid-Hollandse gemeente Albrandswaard. De partij heeft een groene signatuur.

## Geschiedenis
De NAP is opgericht in 1993. Ze is ontstaan uit een protestgroep die tegen plannen was voor bebouwing in de polder Kijveland. Vanwege het succes van de groep, en het wantrouwen naar de lokale politiek, richtte men hierna een politieke partij op.
Bij de verkiezingen van 1994 kwam de partij met drie zetels de gemeenteraad binnen. Het zeteltal bleef bij de verkiezingen daarna stabiel, met telkens drie of vier zetels.
In 2006 kwam de partij na onderhandelingen met de VVD en de PvdA in het college van burgemeester en wethouders, waarbij Jan Backbier wethouder werd namens de NAP. Dit college viel in oktober 2008, toen een motie van wantrouwen door de gehele raad werd aangenomen. Reden hiervoor was slechte communicatie vanuit het college, onder meer over het ondergronds opslaan van CO2. De NAP kwam niet terug in het nieuwe college, dat gevormd werd met VVD, PvdA en CDA.
Bij de verkiezingen van 2010 verloor de partij twee van haar drie zetels. Bij de verkiezingen van 2014 kreeg de partij twee zetels.
In november 2015 viel het college van VVD, OPA, CDA en CU-SGP. Daarop werd een nieuw college gevormd, dat bestond uit VVD, EVA, PvdA en NAP. Jacqueline de Leeuwe werd wethouder namens de NAP, op het terrein van onder andere buitenruimte en cultuur. Dit college bleef aan tot de verkiezingen van 2018. Sindsdien zit de partij weer in de oppositie.

## Verkiezingen
De partij heeft bij verschillende verkiezingen de volgende zetelaantallen behaald:
| Jaar | Stemmen | %     | Zetels |
| ---- | ------- | ----- | ------ |
| 1994 | 1.579   | 19,5% | 3 / 15 |
| 1998 | 1.826   | 23,5% | 4 / 15 |
| 2002 | 1.354   | 15,6% | 3 / 17 |
| 2006 | 1.464   | 14,7% | 3 / 19 |
| 2010 | 894     | 8,8%  | 1 / 19 |
| 2014 | 824     | 8,2%  | 2 / 21 |
| 2018 | 624     | 5,0%  | 1 / 21 |
| 2022 | 643     | 6,5%  | 1 / 21 |